# إدوارد جورج ريتشاردسون
إدوارد جورج ريتشاردسون (بالإنجليزية: Edward George Richardson)‏ هو عامل بناء وسياسي بريطاني (وحمل سابقاً جنسية المملكة المتحدة لبريطانيا العظمى وأيرلندا)، ولد في 15 أبريل 1903، وتوفي في 29 ديسمبر 1987. انتخب عضو برلمان أيرلندا الشمالية.